# Kazimiera Dąbrowska
Kazimiera Kinga Dąbrowska (ur. 3 marca 1890 w Radomiu, zm. 4 lutego 1972 w Rzymie) – polska malarka.

## Życiorys

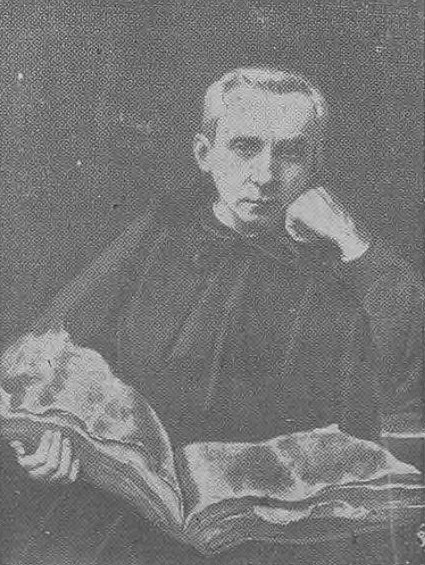
Portret o. Włodzimierza Ledóchowskiego autorstwa Kazimiery Dąbrowskiej

Córka Antoniego i Zofii z Jezierskich. Rysunku i malarstwa uczyła się w latach 1904–1905 w Żeńskiej Szkole Artystycznej u Leokadii Łempickiej, w latach 1907–1908 w Szkole Malarstwa i Rysunku Miłosza Kotarbińskiego. Malowała portrety, miniatury i grafikę użytkową. Od 1916 wystawiała swoje prace w warszawskiej Zachęcie, Krakowie i Lwowie. W latach 1929–1931 prezentowała swój dorobek w Salonie Sztuki Francuskiej w Paryżu w 1929 otrzymując wyróżnienie. Portretowała znanych polityków (Józef Piłsudski, Ignacy Mościcki, Jan Ignacy Paderewski), arystokrację, aktorów (Juliusz Osterwa, Kazimierz Junosza-Stępowski Mieczysław Frenkiel, Halina Szmolcówna). W grudniu 1936 wyjechała do Rzymu, pierwotnie pobyt miał trwać 3 miesiące, ale ostatecznie artystka w Rzymie pozostała na stałe. Zamieszkała w klasztorze sióstr św. Józefa z Cluny. W czasie II wojny światowej nie zaprzestała działalności wykonując miniatury Matki Boskiej Ostrobramskiej w 1941, Matki Boskiej Fatimskiej 1943 oraz miniatury portretowe polskich dowódców i generałów. W październiku 1949 została otwarta wystawa prac artystki w Watykanie z okazji Roku Świętego 1950. Na wystawie zaprezentowano 100 miniatur i 75 rysunków z tej okazji wydany został również pamiątkowy album. W 1952 artystka z powodu pogorszenia się stanu zdrowia wyjeżdża na leczenia do Szwajcarii do Fryburga po powrocie zaczyna projektować znaczki pocztowe dla Poczty Watykańskiej. W ciągu 18 lat zaprojektowała 28 emisji i 1 blok. W 1951 Ludovico Chigi della Rovere Albani wielki mistrz Zakonu Maltańskiego, którego sportretowała w 1940, przyznał artystce Krzyż Zasługi Zakonu Maltańskiego. W 1970 z okazji 80 urodzin Muzeum Archidiecezjalne we Wrocławiu wystawiało prace Dąbrowskiej. Z polskiego okresu działalności artystki w czasie II wojny światowej przepadło ok. 400 prac, dziś zachowane prace można oglądać w Muzeum Narodowym w Warszawie, Muzeum Narodowym w Krakowie, Muzeum Teatralnym w Warszawie część jest również własnością osób prywatnych. Kazimiera Dąbrowska zmarła w Rzymie i tam została pochowana na cmentarzu przy Via Flaminga.

## Ordery i odznaczenia
- Złoty Krzyż Zasługi (11 listopada 1934)[5]
- Kawaler Orderu Zasługi Republiki Włoskiej (1960)
- Krzyż „Pro Ecclesia et Pontifice” (29 maja 1937)[6][7]
- Krzyż Zasługi Zakonu Maltańskiego (1951)